# 永顺府
永顺府，清朝时设置的府。

永顺府在湖南省的位置（1820年）

明朝洪武二年（1369年）为永顺州，十二月置永顺军民安抚司，洪武六年（1373年）十二月升为永顺军民宣慰使司。清朝雍正四年（1726年）改为流官，置永顺厅，隶辰州府。雍正七年（1729年）升为永顺府，治所在永顺县，属湖南省辰沅永靖道。下辖四县一厅：永顺县、龙山县、保靖县、桑植县、古丈坪厅。1913年废。